# Segona batalla del riu Crna
|  | No s'ha de confondre amb Primera batalla del riu Crna. |

La segona batalla del riu Crna va ser major enfrontament militar lliurat entre les forces de les Potències Centrals i la Triple Entesa al de maig de 1917. Era part de l'ofensiva de primavera del mateix any dels Aliats que va ser dissenyada per a trencar el punt mort al front macedoni.
Tot i el considerable avantatge numèric i material dels atacants sobre els defensors, la defensa búlgara i alemanya de les posicions en el meandre del riu Crna va ser un obstacle formidable que els Aliats no van ser capaços de derrotar fins al final de la guerra.

## Antecedents
Amb l'inici de l'hivern de 1916, totes les operacions militars al front macedoni van arribar a un abrupte final. Els tres mesos de durada de l'ofensiva de Monastir van proporcionar als Aliats èxits tàctics limitats, però no va aconseguir que Bulgària sortís de la guerra per un atac combinat de les forces del general Maurice Sarrail i l'exèrcit romanès.

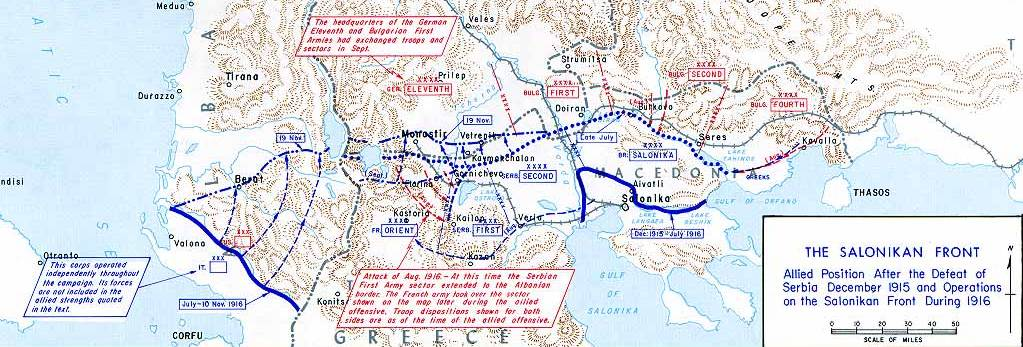
Operacions militars al front de Macedònia, 1916

En el nivell estratègic, el resultat global de l'ofensiva va ser que es va aconseguir mantenir més de la meitat de l'exèrcit búlgar i poques unitats alemanyes al front macedoni. En el nivell tàctic, la línia del front es va traslladar només uns 50 km a favor dels Aliats al sector de 11è exèrcit alemany-búlgar del general Winkler.
Però per finals de novembre, els búlgars i els alemanys van ser capaços d'establir-se fermament en la línea defensiva Chervena Stena - Cota 1248 - Turó 1050 - Dabica - Gradešnica', i posteriorment repel·lir tots els intents dels Aliats de desallotjar-los de les seves posicions. Això va portar a l'estabilització de tota la línia del front i va obligar els Aliats a suspendre l'ofensiva per complet, cosa que va permetre que els seus enemics reagrupessin les seves forces esgotades i enfortir les seves línies.
La situació estratègica en el començament de la primavera del 1917 en tots els teatres d'operacions europeus, excepte la part romanesa del front oriental, afavoria l'aplicació dels plans d'ofensiva dels Aliats que es van adoptar durant la conferència interaliada del novembre de 1916, celebrada en Chantilly, França. Aquests plans incloïen una ofensiva al front macedoni dissenyat per a donar suport als esforços principals dels Aliats en els altres fronts, i si fos possible derrotar completament a Bulgària amb l'ajuda de les forces russes i romaneses.
Els búlgars, per la seva banda, van demanar als alemanys a unir-se a una ofensiva contra Tessàlònica amb sis divisions, però l'alt comandament alemany es va negar i van obligar les forces de les Potències Centrals a adoptar una postura purament defensiva al front dels Balcans.

## La preparació

### El pla dels Aliats
El comandant dels exèrcits Aliats en el Front de Salònica, el general Sarrail, va començar els preparatius per a l'ofensiva tan aviat com rebre les seves ordres. A principis de la primavera de 1917 es va crear un pla general que preveia un atac principal lliurat en el sector de Sèrbia pel 2n exèrcit serbi i almenys altres dos atacs secundaris (el primer pels britànics a l'est del Vàrdar i el segon pels italians i francesos al meandre del Crna). Les forces franceses i gregues a l'oest del Vàrdar eren també per dur a terme una acció agressiva.
El comandant de l'exèrcit francès d'orient, el general Paul Grossetti, va informar al seu superior que les seves forces necessitarien almenys 40 dies per preparar-se per les operacions, fet que va obligar al general Sarrail establir l'inici de l'ofensiva pel 12 d'abril de 1917. Però les males condicions meteorològiques aviat el van obligar a canviar la data d'inici diverses vegades fins que es va determinar que l'atac principal britànic hauria de començar el 24 d'abril i la resta d'atacs el 30 d'abril. Es va acordar que els britànics comencessin la segona batalla del Dòiran segons el calendari previst, però aviat es van veure obligats a suspendre els seus atacs quan es va fer evident que la resta dels aliats no van ser capaços de lliurar els seus atacs a temps. Les dates dels atacs van ser finalment establerts per al 5 de maig al meandre del Crna i el 8 de maig en els sectors serbis i britànics.
En el sector del meandre del Crna, l'atac planejat va ser assignat a l'exèrcit francès d'orient (l'anomenat 1r Grup de Divisions, sota el comandament del general Georges Lebouc) i a la Força Expedicionària Italiana (IEF). La seva tasca principal era penetrar en totes les línies búlgares i alemanyes en la direcció de la ciutat de Prílep i, per tant, amenaçar la rereguarda de les forces búlgares en tot el Vàrdar i Monastir. El general Sarrail havia inspeccionat la zona i va determinar que els italians i els francesos haurien de lliurar un assalt frontal contra gairebé tota la longitud de la línia defensiva, que va provocar seriosos dubtes sobre l'èxit final de l'operació entre els comandants italians i francesos. Per tal per enfortir les forces de Sarrail, també es va adjuntar una brigada d'infanteria russa al sector Crna uns pocs dies abans de l'atac.

### El pla de les Potències Centrals
Els búlgars i alemanys eren molt conscients de l'ofensiva imminent dels Aliats, i van decidir confiar en la força de les seves fortificacions ben preparades, la seva artilleria pesant i el foc de les metralladores. Al mateix temps van col·locar tantes tropes com van poder en les primeres línies del front i van preparar reserves suficients per al cas que el Aliats aconseguissin un gran avanç i fos necessari realitzar contraatacs. La tasca dels defensors era preservar les seves posicions a tot preu i protegir les importats línies de comunicació al llarg de la carretera de Gradsko-Prílep.
El 12 de febrer, els alemanys ja havien posat en marxa un atac victoriós contra les forces italianes a l'oest del turó 1050 utilitzant llançaflames. Els contraatacs italians de l'endemà i del 27 de febrer van ser només parcialment exitosos.

### Les forces combatents

#### Les forces de les Potències Centrals[13]
El meandre del Crna va ser considerat un dels sectors més importants en el front macedoni i sempre estava vigilat per fortes unitats búlgares i alemanyes. En 1917, les forces de les Potències Centrals de la zona eren part del 62è Cos de l'11è Exèrcit alemany-búlgar, que estava al comandament de generals alemanys i el seu personal. Les unitats de primera línia assignades al sector, al llarg d'un front de 23 km, van ser la 302a Divisió i la 22a Brigada Germano-Búlgara. Aquestes forces van ocupar una línia generalment ben fortificada que estava especialment fortificada en els punts que es consideraven crucials per a la defensa, com el turó 1050, el turó 1060, Dabica, etc. En aquests llocs la defensa va consistir en complicades xarxes de trinxeres protegides per diverses línies de filats de filferro, cadascuna de 3-5 metres de gruix en general, però en alguns llocs va aconseguir un gruix de 10-15 metres. A més, havien bons refugis per la infanteria que estaven connectats entre si per trinxeres comunicades. Les tropes estaven ben proveïdes de municions i la seva moral era alta.
Les tropes de la primera línia
302a Divisió d'Infanteria (Hermann von Ziegesar)
- 2/2 Brigada d'Infanteria - 9 batallons (5.550+ rifles), 32 metralladores
- 201a Brigada d'Infanteria (alemany) - 7 batallons, 74 metralladores
- 3/7 Brigada d'Infanteria - 4 batallons (2.800 rifles), 22 metralladores
- 18è Regiment d'Artilleria - 20 canons
- 10è Regiment d'Artilleria (alemany) - 26 canons, 4 morters
- Divisió de Reserva - 2 batallons (alemany), 6 metralladores

22a Brigada d'Infanteria Germano-Búlgara (von Reuter)
- 42è Regiment d'Infanteria (alemany) - 2 batallons, 39 metralladores
- 44è Regiment d'Infanteria - 3 batallons (2.600 rifles), 16 metralladores
- 28è Regiment d'Infanteria - 3 batallons (2.300 rifles), 16 metralladores
- Grup d'artilleria alemanya - 16 canons
- Grup d'artilleria búlgara - 28 canons

Total de tropes en la primera línia: 30 batallons, 205 metralladores, 90 canons 
Les tropes de la segona línia
61è Cos de Reserva
- 146è Regiment d'Infanteria (alemany) - 2 batallons, 12 metralladores
- Artilleria búlgara i alemanya - 32 canons

Les tropes de la tercera línia
Exèrcit de reserva
- 2/8 Brigada d'Infanteria - 8 batallons, 29 metralladores

Total de tropes al sector del meandre del Crna: 40 batallons, 246 metralladores, 122 canons

#### Les tropes dels Aliats[13]
Les posicions dels Aliats en el meandre del Crna van ser ocupades per les tropes de diverses nacionalitats. La part occidental del sector va ser confiada a la Força Expedicionària Italiana (IEF), que es va enfrontar amb parts de la 302a Divisió al llarg d'un front de 10,5 km. La part restant del sector estava en mans del 1r Grup de Divisions que també havia de cobrir una línia de 10,5 km. A principis de maig, els Aliats van aconseguir concentrar una gran força d'infanteria i artilleria que superaven en nombre als búlgars i alemanys.
Les tropes de la primera línia
35a Divisió Italiana (General Giuseppe Pennella)
- Brigada d'Infanteria «Sicilia» - 6 batallons (4.710 rifles), 51 metralladores
- Brigada d'Infanteria «Ivrea» - 6 batallons (4.143 rifles), 48 metralladores
- Brigada d'Infanteria «Cagliari» - 6 batallons (5.954 rifles), 72 metralladores
- Artilleria - 144 canons

16a Divisió d'Infanteria Colonial Francesa (General Antoine Dessort)
- 4a Brigada d'Infanteria - 6 batallons, 48 metralladores
- 32a Brigada d'Infanteria - 6 batallons, 48 metralladores
- Artilleria - 78 canons

2a Brigada d'Infanteria Russa (Mikhail Dieterichs)
- 4è Regiment d'Infanteria - 3 batallons, 16 metralladores
- 3è Regiment d'Infanteria - 3 batallons, 16 metralladores
- Artilleria - 54 canons

17a Divisió d'Infanteria Colonial Francesa (General Georges Têtart)
- 33a Brigada d'Infanteria - 6 batallons, 48 metralladores
- 34a Brigada d'Infanteria - 6 batallons, 48 metralladores
- Artilleria - 50 canons

Artilleria pesant de suport - 46 canons
Total de tropes en la primera línia: 48 batallons, 395 metralladores, 372 canons
Les tropes de la segona línia
11a Divisió d'Infanteria Colonial Francesa (General Jean Paul Sicre)
- 22a Brigada d'Infanteria - 6 batallons, 48 metralladores
- 157è Regiment d'Infanteria - 3 batallons, 24 metralladores
- Regiment «African Chasseur» - 3 batallons, ? metralladores
- Artilleria - 8 canons

Les tropes de la tercera línia
Reserva del comandant en cap
- 30a Divisió d'Infanteria Colonial Francesa - 9 batallons, 48 metralladores, 32 canons

Total de tropes al sector del meandre del Crna: 69 batallons, c. 515 metralladores, 412 canons 

## Batalla

### El bombardeig d'artilleria preliminar
El comandament aliat havia previst l'obertura de la batalla amb un bombardeig d'artilleria programat per al 5 de maig de 1917. Quan va arribar el dia, 91 bateries d'artilleria italianes i franceses (372 canons i morters pesants) van obrir foc al llarg de tot el front de la 302a Divisió i de la 22a Brigada. A causa del clima càlid i tranquil, tota la línia defensiva va ser embolicada aviat en un núvol de fum i pols. El bombardeig es va perllongar durant tot el dia i va tenir efectes mixtos, depenent del terreny i la resistència de les fortificacions atacades. En el cas del sector de la 302a Divisió, la 2/2 Brigada d'Infanteria búlgara estava defensant línies situades en un terreny pla i els refugis no van ser suficients per a tots els soldats. Per contra, el bombardeig a penes va afectar la 201a Brigada d'Infanteria alemanya que ocupava els estratègics turons 1020 i 1050; aquesta infanteria es va beneficiar del terreny accidentat i dels excel·lents refugis, que eren en alguns casos excavats en la roca sòlida. El foc d'artilleria Aliada al sector de la 3/7 Brigada d'Infanteria búlgara va causar seriosos danys a la part del filat de filferro i es van ensorrar diversos refugis d'infanteria. Les tropes de von Reuter també van ser exposades al bombardeig pesant i van ser greument danyades algunes de les seves trinxeres de primera línia i filats de filferro. L'artilleria aliada en aquesta part del front es va veure obligada a fer una pausa en la seva andanada a la tarda, a causa de l'aparició dels avions de combat alemanys i la destrucció d'un dels seus globus d'observació. Amb l'arribada de la nit, el foc Aliat es va reduir significativament en intensitat, que va donar l'oportunitat als defensors de reparar part dels danys infligits.
A les 6.00h del 6 de maig, l'artilleria Aliada va renovar el seu bombardeig i va continuar de la mateixa manera que el dia anterior al llarg de tot el dia. Aquest cop, però, els italians, francesos i russos també va enviar patrulles per comprovar l'efecte dels bombardejos sobre les línies búlgares-alemanyes i provar la força de les fortificacions. Els búlgars i alemanys van aconseguir resistir els intents de trencar les línies amb la infanteria pesant i el foc d'artilleria. En aquest dia, l'artilleria de les Potències Centrals van prendre un paper més actiu en la batalla i sovint compromesa en la lluita contra la infanteria i contra l'artilleria, amb l'ajuda d'avions de reconeixement alemanys. Per al final del dia, un cop més l'artilleria Aliada va reduir la intensitat del seu foc.
En el matí del 7 de maig, els Aliats van renovar el seu bombardeig un cop més. En aquest dia, el bombardeig va ser encara més poderós que els dies anteriors i els canons italians i francesos van disparar més de 15.000 obusos contra les línies de la 2/2 Brigada d'Infanteria búlgara. Es van enviar més patrulles, però cop més van ser repel·lits pels búlgars i alemanys, que va respondre amb l'enviament de les seves pròpies patrulles per determinar les condicions dels Aliats per a preparar un important atac amb la infanteria. Els resultats dels tres dies de bombardeig de l'artilleria no van resultar satisfactoris, i el general Grossetti va decidir que s'havia de continuar bombardejant el 8 de maig amb el suport de quatre globus d'observació. El dia de l'atac principal d'infanteria es va fixar finalment per al 9 de maig.
En general, els resultats dels quatre dies de bombardeig d'artilleria preliminar no van resultar satisfactoris. El foc Aliat no va causar greus danys a la línia defensiva dels búlgars i alemanys, mentre que la major concentració del foc d'artilleria sobre alguns punts de la línia va donar una clara indicació de les direccions on s'efectuaria l'atac principal. Els defensors van utilitzar cada moment possible per reparar els danys de les seves fortificacions sota la coberta de la seva pròpia artilleria. També cal assenyalar que l'artilleria búlgara i alemanya, i els seus llocs d'observació van quedar pràcticament intactes pel bombardeig Aliat; mentre que les unitats d'infanteria búlgares van patir 945 baixes durant els quatre dies de bombardeig, les perdudes de l'artilleria van ser només de 10 homes morts o ferits i diversos canons danyats o destruïts.

### L'assalt de la infanteria
El començament de l'atac de la infanteria va ser establert pel comandament Aliat a les 6.30h del 9 de maig. Abans de l'atac, l'artilleria va reprendre el seu bombardeig amb molt més vigor i, un cop més, un núvol de fum i pols va envoltar tota la línia defensiva. Exactament a les 6.30h, la infanteria italiana, francesa i russa va sortir de les seves trinxeres i va avançar contra les posicions búlgares i alemanyes al llarg d'una llarga línia d'11 km.

#### L'assalt de la 35a Divisió
La 35a Divisió d'Infanteria italiana va atacar a la 2/2 Brigada d'Infanteria búlgara i a la 201a Brigada d'Infanteria alemanya amb les seves brigades d'infanteria «Sicília» i «Ivrea» (61è, 62è, 161è i 162è regiments d'infanteria). Els objectius de l'assalt eren les posicions estratègiques dels turons 1020 i 1050.
El flanc dret del 61è Regiment van aprofitar del núvol de pols provocat pel bombardeig, i van aconseguir capturar una trinxera que els búlgars havien evacuat per a preservar la seva infanteria del foc d'artilleria Aliada. La infanteria búlgara va respondre poc després amb una contraatac, que va empènyer als italians i van poder recuperar la rasa. Mentrestant, més a la dreta d'aquests esdeveniments, les tropes del 61è Regiment italià van avançar contra el 1/9 Batalló d'Infanteria búlgara, però van ser rebutjats pel foc d'artilleria. Els 1r i 3r batallons d'aquest regiment van tenir èxit i van aconseguir prendre el control de la trinxera de primera línia del 9è Batalló «Jäger» alemany, entre els turons 1020 i 1050.
Els soldats italians van continuar avançant cap a la segona línia de trinxeres i van aconseguir entrar-hi perquè la majoria dels defensors estaven encara en les trinxeres i galeries al vessant nord dels turons 1020 i 1050. Poc després, es va intensificar el foc de les armes i artilleria búlgara i alemanya, que va provocar fortes baixes als atacants italians, no només als de la seva part davantera sinó també als dels seus flancs. El comandant del 3r Batalló, el major Tonti, va morir en aquest atac. A les 7.40h, el comandant dels Jägers alemanys va sol·licitar reforços per a les unitats búlgares veïnes i que contraataquessin tan aviat arribessin. Els alemanys i búlgars ràpidament van recuperar el control de les seves trinxeres perdudes (i van capturar 120 presoners durant el procés), obligant al 61è Regiment italià a retirar-se cap a les seves posicions de partida.
Al centre del front d'atac italià, el 161è Regiment d'Infanteria va ser l'encarregat de prendre el turó 1050, però el seu avanç va ser rebut amb una forta andanada lliurada per l'artilleria búlgara. Les parts fixes del flanc esquerre i el centre del regiment van arribar les primeres trinxeres, mentre que un altre destacament va tenir èxit en aconseguir rodejar el turó des de l'est. Mentre avançaven aquestes tropes, van ser bombardejades per l'artilleria molt pesant i morters de les trinxeres i disparats per metralladores, que va ser el preludi d'un contraatac lliurat per la Guàrdia Jäger alemanya, que va obligar a tot el regiment italià a tornar de nou a les seves posicions originals. Durant l'atac italià i el contraatac alemany, el 161è Regiment va patir unes pèrdues molt greus. Una de les seves companyies d'infanteria va ser gairebé completament destruïda per l'explosió d'una mina que estava enterrada en les trinxeres dels defensors.
A la dreta del front italià, el 162è Regiment italià atacant va patir la mateixa sort que les altres forces atacants. Es va atacar a un turó defensat per les tropes del 45è Regiment d'Infanteria alemany, i inicialment va tenir èxit en la superació dels filats de filferros d'arç i van ocupar part de la primera línia de trinxeres. Però a la seva dreta, la 16a Divisió d'Infanteria Colonial francesa no va poder capturar de forma permanent l'estratègic turó «Piton Rocheaux», deixant al flanc italià vulnerable i sense suport. Com a resultat, els italians van ser rebuts per un foc d'artilleria molt pesant, metralladores i granades de mà pel darrere, i pel foc de metralladora provinent del seu flanc dret. Això els va obligar a replegar-se a les seves trinxeres de partida. En aquest atac, les pèrdues totals de la Brigada «Ivrea» (161è i 162è regiments) van ser de 40 oficials i al voltant de 1.000 soldats.
Així, el primer assalt sobre les posicions búlgars i alemanys va acabar en gairebé un complet fracàs. El general Pennella va ordenar reprendre l'atac amb l'ajuda de l'artilleria divisionària. A les 9.45h, els soldats d'infanteria italians van avançar de nou, però malgrat que les condicions no havien millorat a favor seu van aconseguir un èxit parcial, al preu de patir moltes baixes. Al migdia, l'atac havia fracassat i el general Pennella posposat. Per al final del dia, els italians havien perdut entre 2.400 i 2.700 homes, al voltant del 21% de la infanteria atacant. També es va perdre un globus d'observació italià. Durant l'atac de la infanteria del 9 de maig, l'artilleria Aliada del sector italià va disparar 31.235 projectils contra els defensors.

#### L'assalt al sector francès
La 16a Divisió d'Infanteria Colonial francesa, que es trobava a l'est de la 35a Divisió italiana, va rebre l'ordre d'atacar amb els seus 12 batallons a les posicions de la 3/7 Brigada d'Infanteria búlgara i part de la 201a Brigada d'Infanteria alemanya (6 batallons búlgars i alemanys en total). El bombardeig de l'artilleria previ a l'atac va començar a les 4.30h i va aconseguir el seu punt màxim d'intensitat al voltant d'una hora més tard. El bombardeig Aliat va destruir molts dels llocs d'observació avançat de la infanteria búlgara, va causar danys en les fortificacions, i va cobrir amb un dens núvol de fum i pols els tres turons que eren els objectius de l'atac. A les 6.30h, la infanteria francesa va avançar amb tres regiments en la primera línia i un regiment de reserva.
Al flanc dret del 8è Regiment d'Infanteria Colonial va atacar el turó «Dalag Greben» (la seva denominació francesa va ser «Piton Rocheaux») i es va infiltrar en les trinxeres defensades per dos batallons de la 201a Brigada d'Infanteria alemanya. Després d'un dur combat cos a cos, els francesos van ser expulsats, deixant exposat el flanc dels italians que atacaven a l'esquerra d'aquestes posicions i que va contribuir a la seva derrota..
Al centre, el 4t Regiment d'Infaneria Colonial es va moure cap al turó anomenat pels búlgars «Shtabna Visochina» (la seva denominació francesa va ser «Piton Jaune») i va aconseguir avançar en principi sense ser descobert perquè molts observadors búlgars havien mort o estaven ferits. Però els pocs que havien sobreviscut al bombardeig francès van ser capaços de disparar contra els seus atacants i hissar les banderes vermelles com a senyal que els francesos estaven arribant al filat de filferro. Gairebé immediatament, la infanteria búlgara va sortir dels seus refugis i amagatalls, es van dirigir cap a les trinxeres i van obrir foc amb fusells i metralladores contra els francesos. Això va agafar per sorpresa a la primera onada d'atacants, que es van veure obligats a retirar-se, fet que va fer que les dues següents onades d'infanteria francesa vacil·lessin i finalment es van retirar. Mentre es retiraven els francesos va caure sobre ells el foc de l'artilleria búlgara i van patir moltes baixes.
A la dreta del 37è Regiment d'Infanteria Colonial francesa hi va haver millor sort, i els francesos van aconseguir entrar i ocupar les trinxeres del turó «Vašková Visochina» (la seva denominació francesa va ser «Tranchées Rouges») sense ser detectats pels búlgars. La raó d'això va ser que la infanteria búlgara de la zona encara estava en els seus refugis. Es va fer sonar una alerta general quan un observador d'una companyia búlgara propera va veure als francesos. Les tropes del batalló búlgar que eren responsables de la defensa del turó van sortir immediatament dels seus refugis i van contraatacar sota una pluja de bales de rifles i de metralladores. Amb l'ajuda d'algunes metralladores búlgares que estaven disparant contra el flanc francès exposat, els búlgars van aconseguir arribar i entrar a les trinxeres on es va produir un difícil combat cos a cos. Van morir molts oficials búlgars, entre ells el comandant del batalló, el capità Vaskov. En el contraatac també van participar les reserves dels batallons, col·locades a uns 600 metres al nord, que van intentar avançar contra els flancs francesos. A l'esquerra, els búlgars van aconseguir entrar a les trinxeres ocupades pels francesos i neutralitzar o capturar algunes de les seves metralladores. A mesura que es van involucrar al contraatac més soldats d'infanteria búlgars i metralladores alemanyes, els soldats del 37è Regiment Colonial finalment es van ser obligats a abandonar el turó i retirar-se.
A les 8.00h, l'atac de la 16a Divisió Colonial va colpejar al llarg de tota la línia defensiva. D'aquesta manera, a les 9.00h, la divisió va reforçar les seves unitats atacants i va començar un segon atac contra els turons «Shtabna Visochina» i «Vašková Visochina», però van ser derrotats. Les baixes de la 3/7 Brigada d'Infanteria búlgara en aquell dia van ser de 134 morts i 276 ferits. La brigada va capturar a 44 soldats francesos en estat d'embriaguesa, i va informar que els seus soldats havien comptat 725 soldats francesos morts. Pocs dies després de l'atac, el general Sarrail va informar un total de prop de 1.000 baixes en la 16a Divisió Colonial per l'atac del 9 de maig.
Més cap a l'est de la 16a Divisió Colonial, estava la 17a Divisió Colonial francesa. El 9 de maig, aquesta divisió tenia la missió d'atacar les posicions de la 22a Brigada d'Infanteria germano-búlgara, junt amb la 2a Brigada d'Infanteria Independent russa. L'atac preliminar de l''artilleria en aquest sector va començar a les 5.15h del matí (guiat i observat amb globus), i va aconseguir el pic d'intensitat al voltant de les 6.00h quan cobria la major part de les línies alemanyes i búlgares. Exactament a les 06.30h, es va bombardejar la primera línia de trinxeres i els búlgars es van traslladar a la seva rereguarda. En aquest moment, la infanteria francesa va avançar en tres onades amb tres regiments en la primera línia i una de reserva. A meitat de camí, enmig de la terra de ningú, els atacants van ser vistos pels homes de l'artilleria búlgara i els van sotmetre a un foc d'artilleria pesant. Mentre que una part dels soldats francesos atacants van morir, van ser ferits o buscaven un lloc per a protegir-se, una altra part van arribar amb èxit i van entrar en la primera línia de trinxeres búlgares i alemanyes. Allà es van enfrontar als defensors en un combat cos a cos, però van ser derrotats i empesos cap enrere. Els francesos no van poder prendre la posició estratègica anomenada «Cèsar» i això va donar un avantatge tàctic als defensors, que podien concentrar els seus esforços per a desviar l'atac rus. A les 8.45h, el primer assalt francés va ser derrotat de manera decisiva. A les 11.00h, la infanteria francesa va intentar un altre atac, però només 15 minuts més tard es van veure obligats a retirar-se a les seves posicions de partida. Es va trobar que els soldats que van ser capturats pels búlgars estaven mig beguts i les seves cantimplores plenes de vi o licor. Durant la tarda, es va dur a terme un tercer atac francès, però van ser derrotats una vegada més a les 18.00h. El total de baixes sofertes per la 17a Divisió Colonial en aquell dia van ser d'uns 700 homes.

#### L'assalt de la 2a Brigada d'Infanteria Independent russa
Dels 18 batallons que van participar en els atacs contra les posicións de la 22a Brigada d'Infanteria germano-búlgara, 6 pertanyien a la 2a Brigada d'Infanteria Independent russa del general Dietrichs. Aquesta brigada es va afegir al grup franco-italià al meandre del Crna durant un breu període abans del començament de l'ofensiva aliada. Ocupava la part del front situada entre la 16a i 17a Divisió Colonial.
El 9 de maig, de la infanteria russa va començar el seu atac a les línies alemanyes i búlgares a les 6.30h, en estreta cooperació amb la veïna 17a Divisió Colonial francesa. En el flanc dret de la brigada del 3r Regiment d'Infanteria rus va avançar contra el turó «Heintselman», ocupat per un batalló del 42è Regiment d'Infanteria alemany, mentre que al mateix temps, en el flanc esquerre, el 4t Regiment d'Infanteria va atacar el turó estratègic «Dabica», que estava defensat per un altre batalló del 42è Regiment d'Infanteria alemany. Tan aviat com els russos van ser vistos, l'artilleria alemanya i búlgara va obrir contra les onades d'avançament de la infanteria, que va provocar que només una part del 3r Regiment rus entrés a les trinxeres de «Heitselman», mentre que la majoria dels seus soldats havien buscat refugi al costat del filat de filferro abans d'arribar al turó. Però en «Dabica», l'artilleria alemanya va resultar ser massa feble per aturar l'atac del 4t Regiment d'Infanteria rus, i les seves tropes van penetrar amb èxit en la trinxera principal, amb l'ajuda de granades de mà i van avançar tan ràpidament a través d'ella que, a les 8.00h, el turó sencer va caure sota el seu control. Com a resultat, el quarter general de la 22a Brigada germano-búlgara va perdre la connexió amb les seves tropes a la zona i no van rebre cap informació clara sobre la situació fins a altes hores de la tarda. Mentre que molts dels defensors alemanys van aconseguir retirar-se del turó i es van reunir al voltant de la reserva búlgara, els russos van capturar a 4 oficials alemanys i 74 soldats alemanys del 2/42 batalló alemany. La captura de «Dabica» va ser el més gran i el més important assoliment Aliat de la batalla. Per desgràcia per als russos, aquest èxit no es va ampliar perquè l'atac dels francesos en contra de la posició «Cèsar» va fracassar quan els alemanys i búlgars van intentar esborrar la presència russa en «Heintselman». Per tant, abans de les 8.45h, la major part del primer gran atac Aliat va ser completament repel·lit, deixant només «Dabica» en mans dels russos. La situació del 4t Regiment va continuar sent greu a causa que els búlgars i alemanys els van envoltar per tres costats.
A les 14.40h, el comandant de les forces franco-russes, el general Lebouc, va ordenar a la brigada russa d'atacar i capturar «Heintselman» amb el seu 3r Regiment, mentre que la 17a Divisió Colonial va dur a terme un nou assalt contra la posició «Cèsar». L'atac, que estava previst per a les 17.30h, va ser precedit per una molt curta però potent descàrrega d'artilleria que va danyar greument la línia defensiva. La infanteria russa i francesa va sortir de les seves trinxeres i van aconseguir arribar al filat de filferro, però tan aviat van arribar, van ser colpejades per un poderós bombardeig d'artilleria, procedent de les bateries búlgares i alemanys properes, que va causar una gran confusió entre les seves files. Així, van fracassar tres onades consecutives d'atac d'infanteria, i van tornar de nou a les seves trinxeres de partida. La infanteria russa que va aconseguir arribar a «Heintselman» va ser repel·lida pels seus defensors alemanys. A les 18.00h, es va aturar l'atac.
Tot i aquest revés, els russos van continuar mantenint les seves posicions en «Dabica», però la iniciativa es trobava ara en mans dels alemanys i búlgars. El comandant de la 22a Brigada d'Infanteria, el von Reuter, va planejar tornar a prendre les seves posicions perdudes mitjançant l'atac d'ambdós costats, per l'est i oest de «Dabica». El bombardeig d'artilleria prelimar a l'atac va començar a les 19.40h i es va lliurar un bombardeig devastador contra les posicions russes. A les 19.55h, amb el suport de l'artilleria, va començar el contraatac de la infanteria, amb els Jägers alemanys atacant des de l'oest i els búlgars atacant des de l'est. Les posicions russes van resultar insostenibles i, a les 20.10h, els alemanys i búlgars es van unir en el cim del turó. Amb la recaptura de «Dabica» es va restablir la integritat de tota la línia defensiva en el sector de Crna Bend, i la batalla del 9 de maig va acabar en victòria decisiva de les Potències Centrals. Les baixes russes van ser d'entre 975 i 1.325 homes morts o ferits.

## Conseqüències
Durant l'assalt decisiu de la infanteria Aliada, els búlgars van patir 681 homes morts o ferits, la majoria d'ells en la 302a Divisió, que va perdre en total 1.626 homes entre el 5 i 9 de maig de 1917. Les pèrdues alemanyes durant l'atac són desconegudes, però és probable que fossin moltes a causa que les unitats alemanyes estaven generalment atrapats enmig dels combats. D'altra banda, els Aliatsvan patir unes 5.450 baixes durant l'atac del 9 de maig, sense obtenir guanys.
Malgrat el fracàs, el generail Sarrail no estava disposat a renunciar als seus atacs ofensius, i els francesos i italians van fer nou atacs en el meandre del Crna els dies 11 i 17 de maig, que van acabar en un fracàs. Finalment després de la derrota francesa al voltant de Monastir i la derrota britànica en el llac Dòiran, general Sarrail va cancel·lar tota l'ofensiva el 21 de maig.